# Lamelligomphus
Genre
Lamelligomphus est un genre de libellules de la famille des Gomphidae (sous-ordre des Anisoptères, ordre des Odonates). 

## Liste d'espèces
Selon BioLib (14 décembre 2020) :
- Lamelligomphus biforceps (Selys, 1878)
- Lamelligomphus camelus (Martin, 1904)
- Lamelligomphus chaoi Zhu, 1999
- Lamelligomphus choui Chao & Liu, 1989
- Lamelligomphus formosanus (Matsumura in Oguma, 1926)
- Lamelligomphus hainanensis (Chao, 1954)
- Lamelligomphus hanzhongensis Yang & Shu, 2001)
- Lamelligomphus laetus Yang & Davies, 1993)
- Lamelligomphus motuoensis (Chao, 1983)
- Lamelligomphus ringens (Needham, 1930)
- Lamelligomphus trinus (Navás, 1936)
- Lamelligomphus tutulus Liu & Chao in Chao, 1990